# Solar Opposites
Solar Opposites (Locos invasores en Hispanoamérica) es una serie de televisión de comedia de situación animada para adultos estadounidense, creada por Justin Roiland y Mike McMahan para Hulu en los Estados Unidos. La serie fue creada originalmente para la cadena Fox, pero fue archivada y posteriormente movida a Hulu. La serie se estrenó el 8 de mayo de 2020 en los Estados Unidos.

## Argumento
Solar Opposites gira en torno a una familia de alienígenas: Korvo, Terry y sus hijos replicantes Yumyulack, Jesse y La Pupa. Provienen del planeta Shlorp y, tras chocar contra la Tierra, deben refugiarse en el centro de Estados Unidos. No consiguen decidir si es terrible o asombroso.

## Elenco y personajes
| Personaje          | Voz original         | Doblaje castellano              | Doblaje latinoamericano |
| ------------------ | -------------------- | ------------------------------- | ----------------------- |
| Korvo              | Justin Roiland (1-3) | Eduardo Bosch (1-3)             | Rolando de Castro       |
| Korvo              | Dan Stevens (4-)     | Felipe Garrido (4-)             | Rolando de Castro       |
| Terry              | Thomas Middleditch   | Juan Antonio Soler              | Diego Becerril          |
| Yumyulack          | Sean Giambrone       | Carlos Bautista                 | Héctor Cuevas           |
| Jesse              | Mary Mack            | Sandra Villa                    | Montserrat Aguilar      |
| La Pupa            | Sagan McMahan        | Juan Enrique Palacios Fernández | Dulce Chino             |
| Aisha              | Tiffany Haddish      | Carmen Puerta                   | Aldo Guzmán (1-3)       |
| Aisha              | Tiffany Haddish      | Carmen Puerta                   | José Luís Piedra (4-)   |
| Director Cookie    | Rob Schrab           | Antonio Villar                  | Jesús Cortés            |
| Sra. Frankie       | Kari Wahlgren        | Lourdes Montes                  | Erika Rendón            |
| El Duque           | Alfred Molina        | José Padilla                    | José Luis Miranda       |
| Lindsey Tim Weekly | Andrew Daly          | Jordi Galan                     | Carlos Hernández        |
| Cherie             | Christina Hendricks  | Gema Carbadello                 | Azucena Miranda         |
| Glen               | Kieran Culkin        | Michel Tejerina                 | Donovan Reinoso (3)     |
| Glen               | Kieran Culkin        | Michel Tejerina                 | Pepe Vilchis (4)        |

## Episodios
| Temporada | Temporada             | Episodios             | Fecha de emisión        | Fecha de emisión        | Fecha de emisión        |
| Temporada | Temporada             | Episodios             | Hulu                    | Star                    | Star                    |
| Temporada | Temporada             | Episodios             | Hulu                    | Estreno                 | Final                   |
| --------- | --------------------- | --------------------- | ----------------------- | ----------------------- | ----------------------- |
|           | 1                     | 8                     | 8 de mayo de 2020       | 23 de febrero de 2021   | 2 de abril de 2021      |
|           | 2                     | 8                     | 26 de marzo de 2021     | 9 de abril de 2021      | 28 de mayo de 2021      |
|           | Especial Navidad      | Especial Navidad      | 22 de noviembre de 2021 | 22 de noviembre de 2021 | 22 de noviembre de 2021 |
|           | 3                     | 11                    | 13 de julio de 2022     | 13 de julio de 2022     | 7 de septiembre de 2022 |
|           | Especial Halloween    | Especial Halloween    | 3 de octubre de 2022    | 26 de octubre de 2022   | 26 de octubre de 2022   |
|           | 4                     | 11                    | 14 de agosto de 2023    | 1 de noviembre de 2023  | 1 de noviembre de 2023  |
|           | Especial San Valentín | Especial San Valentín | 5 de febrero de 2024    | 5 de febrero de 2024    | 5 de febrero de 2024    |
|           | 5                     | 11                    | 12 de agosto de 2024    | 12 de agosto de 2024    | 12 de agosto de 2024    |
|           | Especial Halloween    | Especial Halloween    | 7 de octubre de 2024    | 7 de octubre de 2024    | 7 de octubre de 2024    |

### 1.ª Temporada (2020)
| N.º (serie) | N.º (temp.) | Capítulo                                                          | Dirigido por | Escrito por                    | Fecha de emisión  | Fecha de emisión      | Código de producción |
| N.º (serie) | N.º (temp.) | Capítulo                                                          | Dirigido por | Escrito por                    | Hulu              | Star                  | Código de producción |
| ----------- | ----------- | ----------------------------------------------------------------- | ------------ | ------------------------------ | ----------------- | --------------------- | -------------------- |
| 1           | 1           | The Matter Transfery Array La Matriz de Transferencia Mental (ES) | Kim Arndt    | Mike McMahan y Justin Roiland  | 8 de mayo de 2020 | 23 de febrero de 2021 | 1LBF01               |
| 2           | 2           | The Unstable Grey Hole El Agujero Gris (ES)                       | Bob Suarez   | Mike McMahan                   | 8 de mayo de 2020 | 23 de febrero de 2021 | 1LBF02               |
| 3           | 3           | The Quantum Ring El Anillo Cuántico (ES)                          | Lucas Gray   | Matt McKenna                   | 8 de mayo de 2020 | 26 de febrero de 2021 | 1LBF04               |
| 4           | 4           | The Booster Manifold El Acelerador Múltiple (ES)                  | Andy Thom    | Josh Bycel                     | 8 de mayo de 2020 | 5 de marzo de 2021    | 1LBF03               |
| 5           | 5           | The Lavatic Reactor El Reactor de Lava (ES)                       | Bob Suarez   | Sean O'Connor                  | 8 de mayo de 2020 | 12 de marzo de 2021   | 1LBF06               |
| 6           | 6           | The P.A.T.R.I.C.E. Device Patricia Automatizada (ES)              | Kim Arndt    | Danielle Uhlarik               | 8 de mayo de 2020 | 19 de marzo de 2021   | 1LBF05               |
| 7           | 7           | Terry and Korvo Steal a Bear Korvo y Terry Roban un Oso (ES)      | Andy Thom    | Dominic Dierkes                | 8 de mayo de 2020 | 26 de marzo de 2021   | 1LBF07               |
| 8           | 8           | Retrace-Yoir-Step-Alizer Desandar lo Andado (ES)                  | Lucas Gray   | Joe Saunders y Ariel Ladensohn | 8 de mayo de 2020 | 2 de abril de 2021    | 1LBF08               |

### 2.ª Temporada (2021)
| N.º (serie) | N.º (temp.) | Capítulo | Dirigido por  | Escrito por                    | Fecha de emisión    | Fecha de emisión    | Código de producción |
| N.º (serie) | N.º (temp.) | Capítulo | Dirigido por  | Escrito por                    | Hulu                | Star                | Código de producción |
| ----------- | ----------- | --- | ------------- | ------------------------------ | ------------------- | ------------------- | -------------------- |
| 9           | 1           | The Sacred Non-Repeating Number El Número Periódico Sagrado (ES)                                             | Lucas Gray    | Mike McMahan                   | 26 de marzo de 2021 | 9 de abril de 2021  | 2LBF01               |
| 10          | 2           | The Earth Eraser El Líquida-Tierra (ES)                                                                      | Kim Arndt     | Danielle Uhlarik               | 26 de marzo de 2021 | 16 de abril de 2021 | 2LBF02               |
| 11          | 3           | The Lake House Device El Aparato de la Casa del Lago (ES)                                                    | Bob Suarez    | Josh Bycel                     | 26 de marzo de 2021 | 23 de abril de 2021 | 2LBF03               |
| 12          | 4           | The Emergency Urbanizer El Urbanizador de Emergencia (ES)                                                    | Annisa Adjani | Daniel Libman y Matthew Libman | 26 de marzo de 2021 | 30 de abril de 2021 | 2LBF04               |
| 13          | 5           | The Rad Awesome Terrific Ray El Rayo Asombroso Tremendo y Alucinante (ES)                                    | Lucas Gray    | Garrick Bernanrd               | 26 de marzo de 2021 | 7 de mayo de 2021   | 2LBF05               |
| 14          | 6           | The Apple Pencil Pro El Apple Pencil Pro (ES)                                                                | Kim Arndt     | Ariel Ladensohn                | 26 de marzo de 2021 | 14 de mayo de 2021  | 2LBF06               |
| 15          | 7           | The Unlikely Demise of Terry's Favorite Shot Glass La Extraña Desaparición del Vaso de Chupito de Terry (ES) | Bob Suarez    | Joe Saunders                   | 26 de marzo de 2021 | 21 de mayo de 2021  | 2LBF07               |
| 16          | 8           | The Solar Opposites Almost Get an Xbox Los Solar Opposites Casi Consiguen una Xbox (ES)                      | Annisa Adjani | Josh Bycel y Jen McCartney     | 26 de marzo de 2021 | 28 de mayo de 2021  | 2LBF08               |

### Especial Navidad (2021)
| N.º (serie) | Capítulo                                                                               | Dirigido por | Escrito por  | Fecha de emisión        | Fecha de emisión        | Código de producción |
| N.º (serie) | Capítulo                                                                               | Dirigido por | Escrito por  | Hulu                    | Star                    | Código de producción |
| ----------- | -------------------------------------------------------------------------------------- | ------------ | ------------ | ----------------------- | ----------------------- | -------------------- |
| 17          | A Very Solar Holiday Opposites Special Un Especial muy Festivo de Solar Opposites (ES) | Lucas Gray   | Mike McMahan | 22 de noviembre de 2021 | 22 de noviembre de 2021 | 2LBF09               |

### 3.ª Temporada (2022)
| N.º (serie) | N.º (temp.) | Capítulo | Dirigido por       | Escrito por              | Fecha de emisión    | Fecha de emisión        | Código de producción |
| N.º (serie) | N.º (temp.) | Capítulo | Dirigido por       | Escrito por              | Hulu                | Star                    | Código de producción |
| ----------- | ----------- | --- | ------------------ | ------------------------ | ------------------- | ----------------------- | -------------------- |
| 18          | 1           | The Extremity Triangulator El Triangulador de Extremidades (ES)                                                                                            | Lucas Gray         | Dominic Dierkes          | 13 de julio de 2022 | 13 de julio de 2022     | 3LBF01               |
| 19          | 2           | Edamame Duffle Bag La Bolsa de Edamame (ES) | Teddy O'Connor     | Danielle Uhlarik         | 13 de julio de 2022 | 13 de julio de 2022     | 3LBF02               |
| 20          | 3           | The Pupa’s Big Day Un Día Grande Para Pupa (ES) | Kim Arndt          | Jen McCartney            | 13 de julio de 2022 | 13 de julio de 2022     | 3LBF03               |
| 21          | 4           | Hululand Hululandia (ES) | Bob Suarez         | Joe Saunders             | 13 de julio de 2022 | 20 de julio de 2020     | 3LBF04               |
| 22          | 5           | The Gargoyle Ray El Rayo de la Gárgola (ES) | Lucas Gray         | Josh Bycel               | 13 de julio de 2022 | 27 de julio de 2022     | 3LBF05               |
| 23          | 6           | 99 Ships 99 Naves (ES) | Teddy O'Connor     | Mike McMahan             | 13 de julio de 2022 | 3 de agosto de 2022     | 3LBF06               |
| 24          | 7           | The Platinum Beyblade Burst 800 Takara Tomy Edition Platino Bleyblade Burst-Edición 800 de Takara Tomy (ES)                                                | Kim Arndt          | Grace Parra Jarney       | 13 de julio de 2022 | 10 de agosto de 2022    | 3LBF07               |
| 25          | 8           | The Cubic Lattice Crystallizer El Cristalizador de Red Cúbica (ES)                                                                                         | Bob Suarez         | Dominic Dierkes          | 13 de julio de 2022 | 17 de agosto de 2022    | 3LBF08               |
| 26          | 9           | The Rays That Turn People Into Various Things Rayos que Transforman la Gente en Cosas Variadas (ES)                                                        | Marisa Livingstone | Danielle Uhlarik         | 13 de julio de 2022 | 24 de agosto de 2022    | 3LBF09               |
| 27          | 10          | Terry and Korvo Get in a Big Screaming Fight in the Taco Bell Parking Lot Terry y Korvo se Meten en una Pelea Enorme en el Aparcamiento del Taco Bell (ES) | Teddy O'Connor     | Garrick Bernard          | 13 de julio de 2022 | 31 de agosto de 2022    | 3LBF10               |
| 28          | 11          | The Fog of Pupa La Confusión de Pupa (ES) | Kim Arndt          | Josh Bycel y Vidhya Iyer | 13 de julio de 2022 | 7 de septiembre de 2022 | 3LBF11               |

### Especial Halloween (2022)
| N.º (serie) | Capítulo | Dirigido por | Escrito por | Fecha de emisión     | Fecha de emisión      | Código de producción |
| N.º (serie) | Capítulo | Dirigido por | Escrito por | Hulu                 | Star                  | Código de producción |
| ----------- | --- | ------------ | ----------- | -------------------- | --------------------- | -------------------- |
| 29          | A Sinister Halloween Scary Opposites Solar Special Un Halloween Espeluznante - El Terrorífico Especial de Halloween de Solar Opposites (ES) | Bob Suarez   | May Dorman  | 3 de octubre de 2022 | 26 de octubre de 2022 | 3LBF12               |

### 4.ª Temporada (2023)
| N.º (serie) | N.º (temp.) | Capítulo                                                                      | Dirigido por       | Escrito por        | Fecha de emisión     | Fecha de emisión       | Código de producción |
| N.º (serie) | N.º (temp.) | Capítulo                                                                      | Dirigido por       | Escrito por        | Hulu                 | Star                   | Código de producción |
| ----------- | ----------- | ----------------------------------------------------------------------------- | ------------------ | ------------------ | -------------------- | ---------------------- | -------------------- |
| 30          | 1           | The Ping Pong Table La Mesa de Ping-Pong (ES)                                 | Kim Arndt          | Dominic Dierkes    | 14 de agosto de 2023 | 1 de noviembre de 2023 | 4LBF01               |
| 31          | 2           | The Earth Rake El Rastrillo Terrestre (Beta) (ES)                             | Bob Suarez         | Danielle Uhlarik   | 14 de agosto de 2023 | 1 de noviembre de 2023 | 4LBF02               |
| 32          | 3           | The Mobile AISHA Emiter El Emisor Móvil Aisha (ES)                            | Marisa Livingstone | Josh Bycel         | 14 de agosto de 2023 | 1 de noviembre de 2023 | 4LBF03               |
| 33          | 4           | The Pronunciation Casette Tapes Las Casetes Sobre Pronunciación (ES)          | Teddy O'Connor     | Joe Saunders       | 14 de agosto de 2023 | 1 de noviembre de 2023 | 4LBF04               |
| 34          | 5           | The Birth-A-Day Present El Regalo de "Cumpleunaño" (ES)                       | Bob Suarez         | Dominic Dierkes    | 14 de agosto de 2023 | 1 de noviembre de 2023 | 4LBF05               |
| 35          | 6           | The Stockiverse Ray El Rayo Stockiverso (ES)                                  | Annisa Adjani      | Jen McCartney      | 14 de agosto de 2023 | 1 de noviembre de 2023 | 4LBF06               |
| 36          | 7           | The Cardboard Dead Drop El Buzón Secreto de Cartón (ES)                       | Marisa Livingstone | Grace Parra Jarney | 14 de agosto de 2023 | 1 de noviembre de 2023 | 4LBF07               |
| 37          | 8           | The Super Gooblers Los Super-Gooblers (ES)                                    | Teddy O'Connor     | Vidhya Iyer        | 14 de agosto de 2023 | 1 de noviembre de 2023 | 4LBF08               |
| 38          | 9           | Down and Out on Planet X-Non Sin Techo en el Planeta X-Non (ES)               | Annisa Adjani      | Mike McMahan       | 14 de agosto de 2023 | 1 de noviembre de 2023 | 4LBF09               |
| 39          | 10          | The Re-Visibility Bouillabaisse La Bullabesa de Revisibilidad (ES)            | Bob Suarez         | May Dorman         | 14 de agosto de 2023 | 1 de noviembre de 2023 | 4LBF10               |
| 40          | 11          | The Unwanted Personification of Terry La Personalidad Indeseada de Terry (ES) | Marisa Livingstone | Joe Saunders       | 14 de agosto de 2023 | 1 de noviembre de 2023 | 4LBF11               |

### Especial San Valentín (2024)
| N.º (serie) | Capítulo | Dirigido por   | Escrito por   | Fecha de emisión     | Fecha de emisión     | Código de producción |
| N.º (serie) | Capítulo | Dirigido por   | Escrito por   | Hulu                 | Star                 | Código de producción |
| ----------- | --- | -------------- | ------------- | -------------------- | -------------------- | -------------------- |
| 41          | An Earth Shatteringly Romantic Solar Valentine's Day Opposites Special Un Especial de San Valentín de los Solar Opposites con un Romanticismo Devastador (ES) | Teddy O'Connor | Scott Gallopo | 5 de febrero de 2024 | 5 de febrero de 2024 | 4LBF12               |

### 5.ª Temporada (2024)
| N.º (serie) | N.º (temp.) | Capítulo | Dirigido por       | Escrito por                            | Fecha de emisión     | Fecha de emisión     | Código de producción |
| N.º (serie) | N.º (temp.) | Capítulo | Dirigido por       | Escrito por                            | Hulu                 | Star                 | Código de producción |
| ----------- | ----------- | --- | ------------------ | -------------------------------------- | -------------------- | -------------------- | -------------------- |
| 42          | 1           | The Clervixian Dinner Helmets Los Cascos Para Cenar Clervixianos (ES)                                                     | Teddy O'Connor     | Joe Saunders                           | 12 de agosto de 2024 | 12 de agosto de 2024 | 5LBF01               |
| 43          | 2           | The Never-Ending Honeymoon Story La Historia de la Luna de Miel Interminable (ES)                                         | Annisa Adjani      | Danielle Uhlarik                       | 12 de agosto de 2024 | 12 de agosto de 2024 | 5LBF02               |
| 44          | 3           | Live Die Repeat Device (Formerly Known as the Edge of Tomorrow Device) El Dispositivo de Repetición de Vida y Muerte (ES) | Daniel Cole        | Dominic Dierkes                        | 12 de agosto de 2024 | 12 de agosto de 2024 | 5LBF03               |
| 45          | 4           | The Educational Sprinkler Device El Rociador Educativo (ES)                                                               | Marisa Livingstone | Grace Parra Jarney                     | 12 de agosto de 2024 | 12 de agosto de 2024 | 5LBF04               |
| 46          | 5           | Ex-Boyfriend Island La Isla de los Exnovios (ES)                                                                          | Teddy O'Connor     | Jenny McCarthy                         | 12 de agosto de 2024 | 12 de agosto de 2024 | 5LBF05               |
| 47          | 6           | The Sci-Fi Rollerblades Los Patines de Ciencia-Ficción (ES)                                                               | Annisa Adjani      | May Dorman                             | 12 de agosto de 2024 | 12 de agosto de 2024 | 5LBF06               |
| 48          | 7           | The Solar Opposites Do An Intervention Los Solar Opposite Hacen una Intervención (ES)                                     | Daniel Cole        | Scott Gallopo                          | 12 de agosto de 2024 | 12 de agosto de 2024 | 5LBF07               |
| 49          | 8           | The What If?! Device El Dispositivo de: ¿Y si...? (ES)                                                                    | Marisa Livingstone | Dash Turner                            | 12 de agosto de 2024 | 12 de agosto de 2024 | 5LBF08               |
| 50          | 9           | The Battle of Zab 9 La Batalla de los Zab 9 (ES)                                                                          | Teddy O'Connor     | Aliki Theofilopoulos y Brian LoSchiavo | 12 de agosto de 2024 | 12 de agosto de 2024 | 5LBF09               |
| 51          | 10          | Terry's Big Cleaning Day El Día de Limpieza a Fondo de Terry (ES)                                                         | Annisa Adjani      | Dominic Dierkes                        | 12 de agosto de 2024 | 12 de agosto de 2024 | 5LBF10               |
| 52          | 11          | Yumyulack's Giant Head La Cabeza Gigante de Yumyulack (ES)                                                                | Daniel Cole        | Josh Bycel y Jessica Dollin            | 12 de agosto de 2024 | 12 de agosto de 2024 | 5LBF11               |

### Especial Halloween (2024)
| N.º (serie) | Capítulo | Dirigido por      | Escrito por   | Fecha de emisión     | Fecha de emisión     | Código de producción |
| N.º (serie) | Capítulo | Dirigido por      | Escrito por   | Hulu                 | Star                 | Código de producción |
| ----------- | --- | ----------------- | ------------- | -------------------- | -------------------- | -------------------- |
| 53          | The Solar Opposites Halloween Special Part 2: The Hunt for Brown October El Terrorífico Especial de los Solar Opposites Parte 2: a la Caza de Brown October (ES) | Marisa Livingston | Sean O'Connor | 7 de octubre de 2024 | 7 de octubre de 2024 | 5LBF12               |

## Producción

### Desarrollo
El 28 de agosto de 2018 se anunció que Hulu había ordenado la producción de la serie para dos temporadas de 16 episodios. La serie fue creada por el cocreador de Rick y Morty Justin Roiland y Mike McMahan, que también se esperaba que sirven como productores ejecutivos. Las compañías de producción involucradas en la serie incluyen a 20th Century Fox Television.

### Guion
El muro en la habitación de Yumyulack donde encarcela a personas encogidas fue, como ha señalado Roiland, una de las ideas iniciales del dúo para la serie, ya que estaban interesados en una "historia B" que durara toda la primera temporada. Parte de la animación se realiza con la ayuda de Film Victoria en Melbourne, Australia.

### Casting
Junto con el anuncio de la producción de la serie, se confirmó que Justin Roiland (cocreador de Rick y Morty), Thomas Middleditch, Sean Giambrone, y Mary Mack darían voz a los personajes principales de la serie.

### Marketing
El primer avance fue publicado el 25 de marzo de 2020. El tráiler oficial fue lanzado el 15 de abril de 2020.

## Recepción
En Rotten Tomatoes la serie tiene un índice de aprobación del 96%, basado en 26 reseñas, con una calificación promedio de 7.91/10. El consenso crítico del sitio dice, «Encantador, hilarante y sorprendentemente sincero, Solar Opposites se deleitan con lo ridículo de la vida mientras encuentran algunas cosas nuevas que decir sobre la humanidad a lo largo del camino». En Metacritic, tiene puntaje promedio ponderado de 71 sobre 100, basada en 8 reseñas, lo que indica «críticas generalmente favorables».
Alex McLevy de The A.V. Club le dio a la serie una calificación de B, llamándolo «un primo travieso de 3rd Rock from the Sun» mientras que dice que no se aleja demasiado de la plantilla que Roiland estableció con Rick y Morty. McLevy siente que la serie aún está en marcha, pero «Por suerte, el humor es tan fiable y fuerte, el ritmo es tan vertiginoso que va de un argumento a otro, que es difícil no dejarse ganar por la avalancha de encanto de Solar Opposites».
Dan Fienberg de The Hollywood Reporter escribió: «Los primeros episodios tienen ciertas ventanas limitadas de continuidad o chistes... pero la serie se vuelve cada vez más serializada; las cosas que parecen ser desechadas se vuelven inesperadamente importantes».
Daniel Kurland de Bubbleblabber le dio a la primera temporada de la serie un 9/10, declarando, «Solar Opposites no golpea los mismos lugares de matices y reflejos que Rick y Morty, pero aún así respeta a sus personajes y toma sus problemas seriamente. Es fácil perderse en todo el caos flotante que nunca tiene la oportunidad de reducir la velocidad. Solar Opposites ofrece una excepcional primera temporada que es tan buena, si no incluso mejor que Rick y Morty en algunos aspectos. Definitivamente es una serie más loca, lo que es muy bueno para la naturaleza de las comedias animadas en la televisión. Si esta es la línea de base para Solar Opposites, entonces las futuras temporadas sólo pueden ser más ambiciosas y locas».